# 世上最有趣男人
世上最有趣男人（英語：The Most Interesting Man in the World）是瓜特穆斯莫克特祖馬啤酒（Cuauhtémoc Moctezuma Brewery）旗下品牌DOS EQUIS啤酒的廣告角色。該廣告是由靈智廣告（Euro RSCG）為瓜特穆斯莫克特祖馬啤酒而製的。在該廣告中，主角「世上最有趣男人」是由喬納森·戈德史密斯飾演，而旁白則是由威爾·萊曼擔任。戈德史密斯指出，「世上最有趣男人」這個角色的靈感來自自已故的帆船運動合作夥伴費爾南多·拉馬斯。該廣告於2006年開始在美國播放。

## 廣告
該廣告的主角是一位年約70多歲，留著鬍鬚，溫文爾雅的紳士，即「世上最有趣男人」（由喬納森·戈德史密斯飾演），而旁白則是由曾在美國電視劇《前線》擔任旁白的威爾·萊曼擔任。該廣告的內容主要描述「世上最有趣男人」在年輕時的冒險。雖然廣告沒有明確指出「世上最有趣男人」究竟在哪裡進行了哪些冒險，但廣告仍然透露了他曾經得到的成就，如將一隻黑熊從熊市陷阱中解救出來、與一名女性捕捉一條巨大的槍魚、在與南美洲軍官比腕力勝出、臥推兩名東亞女性等。而旁白的語氣亦較為幽默，如「他能以俄語來講法語」、「他的兩分錢值37元」、「連他的敵人也將他列為緊急聯絡人」等。
在該廣告臨近結束時，坐在夜總會中，被一些年輕女性包圍的「世上最有趣男人」說：「我並不是經常喝啤酒，但是當我喝的話，我較喜歡DOS EQUIS。」（I don't always drink beer, but when I do, I prefer Dos Equis.）。之後，他又說：「我的朋友們，请保持口渴。」（Stay thirsty, my friends.）。

## 銷售策略及業績
廣告公司在該廣告中利用了一些手法來吸引觀眾。廣告公司透過將「世上最有趣男人」塑造成一位成功人仕，令他成為了觀眾的榜樣，因此觀眾便會認為他推薦的產品是好的。根據公司的統計資料顯示，DOS EQUIS啤酒於2006年至2010年在美國的銷售額持續增長，而在加拿大的銷售額更於2008年增加了三倍。DOS EQUIS啤酒的總銷售額因此上升了22%，並導致美國其他啤酒品牌的整體銷售額下降了4%。
在一次訪問中，戈德史密斯指出：「當一位父親告訴我，他的兒子長大後要成為『世上最有趣男人』後，我便明白了廣告是如此成功。」。
除了帶動啤酒的銷售額上升，「世上最有趣男人」本身也成為了一個網絡迷因。該網絡迷因通常是以一幅「世上最有趣男人」的照片，再加上一段文字組成。而那段文字會以「我並不是經常[X]，但是當我[X]的話，我[Y]。」。

## 外部連結
- Dos Equis網站（页面存档备份，存于）
- 世上最有趣男人